# Syzygium vismioides
Syzygium vismioides är en myrtenväxtart som först beskrevs av Dc., och fick sitt nu gällande namn av Rafaël Herman Anna Govaerts. Syzygium vismioides ingår i släktet Syzygium och familjen myrtenväxter.
Artens utbredningsområde är Moluckerna. Inga underarter finns listade i Catalogue of Life.